# Huxleya
Huxleya  é um gênero botânico da família Lamiaceae.

## Espécies
- Huxleya inifolia
- Huxleya linifolia

## Nome e referências
Huxleya A.J. Ewart, 1912